# Boulay-Moselle
Boulay-Moselle là một xã trong vùng Grand Est, thuộc tỉnh Moselle, quận Boulay-Moselle, tổng Boulay-Moselle. Tọa độ địa lý của xã là 49° 11' vĩ độ bắc, 06° 29' kinh độ đông.

## Các thành phố kết nghĩa
- Mengen, Đức

## Nhân vật nổi tiếng
- Robert Schuman, chính trị gia
- Charles của Villers (1765 -1815)

## Địa điểm tham quan
- Nhà thờ Boulay.